# デービッド・ネビル

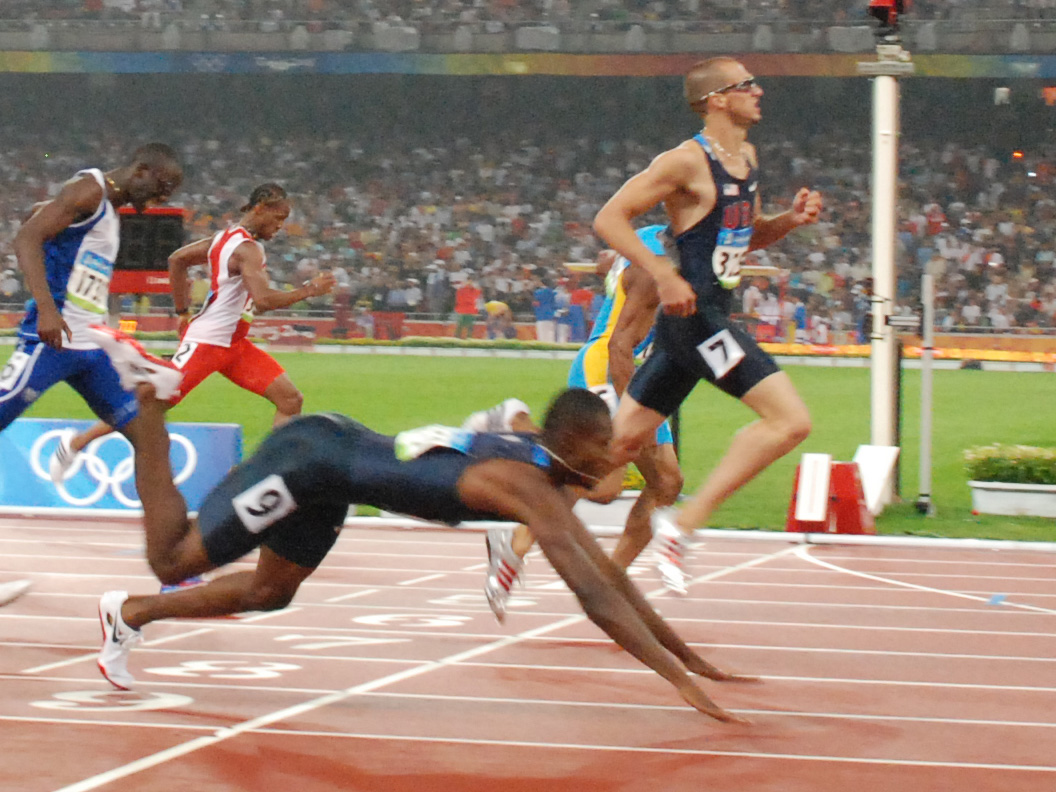
2008年北京オリンピック400m決勝のフィニッシュライン付近で転倒したネビルは、クリス・ブラウン(バハマ)より100分の4秒先着し、銅メダルを獲得した。

デービッド・ネビル（David Neville、1984年6月1日 - ）は、アメリカ合衆国の陸上競技選手。2008年北京オリンピックの金メダリストである。インディアナ州メリルヴィル出身。

## 経歴
ネビルは、大きな国際大会初出場となった2008年北京オリンピックで400mと4×400mに出場。400mでは44秒80で銅メダルを獲得。金メダルのラショーン・メリット、銀メダルのジェレミー・ウォリナーとともに表彰台を独占した。また、4×400mリレーでも、この3人と400mハードル金メダリストのアンジェロ・テイラーの4人で挑み、2分55秒39のオリンピック新記録で金メダルを獲得した。

## 自己ベスト
- 200m - 20秒39 (2004年)
- 400m - 44秒61 (2008年)

## 主な実績
| 年   | 大会         | 場所                 | 種目         | 結果 | 記録      |
| ---- | ------------ | -------------------- | ------------ | ---- | --------- |
| 2008 | オリンピック | 北京(中華人民共和国) | 400m         | 3位  | 44秒80    |
| 2008 | オリンピック | 北京(中華人民共和国) | 4×400mリレー | 1位  | 2分55秒39 |